# روز درجه

نقشه‌ای از فرانسه که زون‌های مختلف را نشان می‌دهد.

روز درجه یک واحد اندازه‌گیری گرما و سرما است. مجموع روز درجه‌ها از یک تاریخ شروع مناسب، برای برنامه‌ریزی کاشت محصولات کشاورزی و مدیریت آفات و زمان‌بندی مهار آفات استفاده می‌شوند. همچنین ممکن است آمار و ارقام هفتگی یا ماهانهٔ روز درجه برای طرح نظارت بر انرژی و هدف‌های مربوطه، به منظور نمایش هزینه‌های سیستم‌های سرمایشی و گرمایشی تهویه مطبوع ساختمان‌ها مورد استفاده قرار بگیرد. در حالی‌که آمار و ارقام سالیانه می‌تواند برای برآورد هزینه‌های آینده استفاده شود.
یک روز درجه به صورت انتگرال تابعی از زمان که به‌طور کلی با دمای هوا تغییر می‌کند، محاسبه می‌شود. این تابع اختلاف بین حدهای بیشینه و کمینه را که توسط اجزاء تغییر می‌کند یا برای محدوده‌هایی که تهویه مطبوع مناسب است، کاهش می‌دهد. این تابع از طریق یکی از روش‌های زیرمی‌تواند تخمین زده یا اندازه‌گیری شود که در هر مورد با توجه به دمای پایه انتخاب شده‌است:
- اندازه‌گیری مکرر و یکپارچه‌سازی مداوم حداقل یا حداکثر درجه حرارت
- بررسی نمایه درجه حرارت هر روز به عنوان موج سینوسی با دامنه برابر با تفاوت درجه حرارت روز که به وسیلهٔ حداکثر و حداقل و در مجموع نتایج روزانه اندازه‌گیری می‌شود.
- مثل بالا، با این تفاوت که تفاوت روزانه بین دمای متوسط و دمای پایه محاسبه شود.
- مثل قبلی، اما این‌بار تعدیل فرمول‌ها در روزهایی که حداکثر و حداقل دما با دمای پایه اختلاف زیادی دارد.

یک روز درجه صفر در نظارت بر انرژی و هدف قراردادن آن زمانی به‌وجود می‌آید که میزان مصرف سرمایش و گرمایش حداقل است که برای شرکت‌های ابزار قدرت در پیش‌بینی نقاط پایین فصلی در تقاضای انرژی سودمند است.
حرارت روز درجه نوعی از شاخص مصرف انرژی خانگی برای گرم کردن فضا است. دمای هوا در یک ساختمان بین ۲ تا ۳ درجه سانتیگراد بیشتر از دمای بیرون است. دمای هوای داخل ۱۸ درجه سانتیگراد مربوط به دمای بیرون تقریباً ۱۵٫۵ درجه سانتیگراد است. اگر دمای هوای بیرون ۱ درجه سانتیگراد کمتر از ۱۵٫۵ درجه سانتیگراد باشد آنگاه به سیستم گرمایشی برای نگه داشتن دما روی ۱۸ درجه سانتیگراد نیاز است. مجموع روز درجه‌ها طی یک دوره مثلاً یک ماه یا کل یک فصل گرم برای محاسبه میزان گرمایش لازم برای ساختمان مورد استفاده قرار می‌گیرند. همچنین روز درجه‌ها برای تخمین میزان مصرف تهویه مطبوع در طول فصل گرم استفاده می‌شوند.

## برای مطالعهٔ بیشتر
- Growing_degree-day
- Heating_degree_day